# Форест (Пикардија)
Форест (фр. Foreste) насеље је и општина у североисточној Француској у региону Пикардија, у департману Ен (Пикардија) која припада префектури Сен Кентен.
По подацима из 2011. године у општини је живело 180 становника, а густина насељености је износила 36,44 становника/km². Општина се простире на површини од 4,94 km². Налази се на средњој надморској висини од 80 метара (максималној 91 m, а минималној 63 m).

## Демографија
| 1962. | 1968. | 1975. | 1982. | 1990. | 1999. | 2011. |
| ----- | ----- | ----- | ----- | ----- | ----- | ----- |
| 165   | 170   | 163   | 199   | 165   | 143   | 180   |

График промене броја становника у току последњих година